# Imidazopyridine

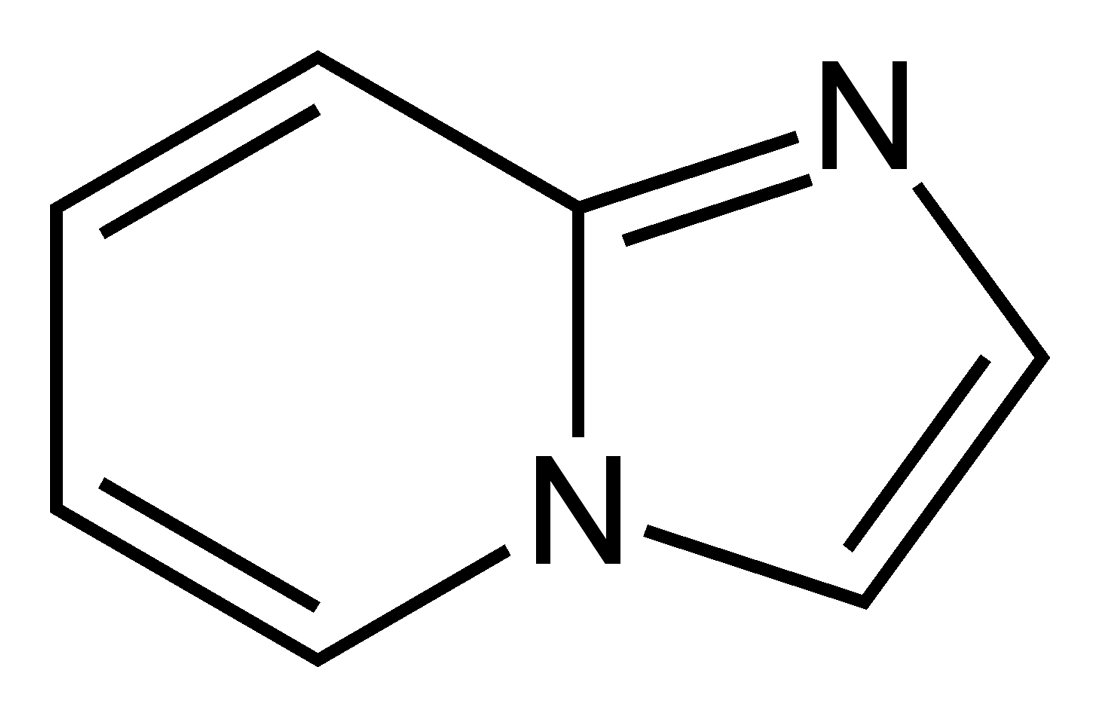
Imidazo(1,2-a)pyridine, un des isomères de l'imidazopyridine, précurseur des imidazopyridines

Les imidazopyridines sont une classe de médicaments hypnotiques (aux effets connexes sédatifs ou anxiolytiques, comme pour les benzodiazépines). Ils comprennent : 
- zolpidem ;
- alpidem ;
- saripidem ;
- necopidem.

Comme ils ne sont pas chimiquement liés aux benzodiazépines malgré leur effet similaire – tout comme c'est le cas des cyclopyrrones et des pyrazolopyrimidines –, ils sont parfois regroupés sous la dénomination « nonbenzodiazépines ».
Les imidazopyridines et benzodiazépines (comme de nombreuses autres substances médicamenteuses aux effets inhibiteurs efficaces) sont listés comme produits stupéfiants ou de dopage, leur distribution et leur usage sont réglementés sous prescription médicale suivie, car ils sont malheureusement souvent addictifs et fortement soupçonnés d'effets néfastes sur la santé ou même la survie (avec des cas de mort prématurée dans le monde sportif professionnel) lors d'usage prolongé ou incontrôlé (à forte dose ou en mélanges, hors des posologies et sans tenir compte des contre-indications), mais elles restent recommandées pour traiter temporairement des affections précises.